# دهنو پایین
دهنو پایین، روستایی در دهستان دهنو بخش قلعه قاضی شهرستان بندرعباس در استان هرمزگان ایران است. این روستا، مرکز دهستان دهنو است.

## جمعیت
بر پایه سرشماری عمومی نفوس و مسکن در سال ۱۳۹۵، جمعیت این روستا برابر با ۲٬۳۳۸ نفر (۶۳۹ خانوار) بوده‌است.